# Лісмен
Лісмен (англ. Lisman) — місто (англ. town) в США, в окрузі Чокто штату Алабама. Населення — 427 осіб (2020).

## Географія
Лісмен розташований за координатами 32°10′18″ пн. ш. 88°17′3″ зх. д. / 32.17167° пн. ш. 88.28417° зх. д. (32.171729, -88.284092).  За даними Бюро перепису населення США в 2010 році місто мало площу 6,70 км², уся площа — суходіл.

## Демографія
Згідно з переписом 2010 року, у місті мешкало 539 осіб у 217 домогосподарствах у складі 134 родин. Густота населення становила 80 осіб/км².  Було 260 помешкань (39/км²).
Расовий склад населення:
| - 92,2 % — чорних або афроамериканців - 6,7 % — білих |

До двох чи більше рас належало 1,1 %. Частка іспаномовних становила 0,2 % від усіх жителів.
За віковим діапазоном населення розподілялося таким чином: 23,6 % — особи молодші 18 років, 63,2 % — особи у віці 18—64 років, 13,2 % — особи у віці 65 років та старші. Медіана віку мешканця становила 39,8 року. На 100 осіб жіночої статі у місті припадало 85,2 чоловіків;  на 100 жінок у віці від 18 років та старших — 92,5 чоловіків також старших 18 років.
Середній дохід на одне домашнє господарство  становив 48 828 доларів США (медіана — 28 750), а середній дохід на одну сім'ю — 57 142 долари (медіана — 42 778). За межею бідності перебувало 44,9 % осіб, у тому числі 76,0 % дітей у віці до 18 років та 24,5 % осіб у віці 65 років та старших.
Цивільне працевлаштоване населення становило 184 особи. Основні галузі зайнятості: роздрібна торгівля — 29,3 %, освіта, охорона здоров'я та соціальна допомога — 23,9 %, мистецтво, розваги та відпочинок — 14,7 %, виробництво — 9,2 %.